# Tambusa marleyi
Tambusa marleyi är en skalbaggsart som beskrevs av William Lucas Distant 1905. Tambusa marleyi ingår i släktet Tambusa och familjen långhorningar. Inga underarter finns listade i Catalogue of Life.